# Левин, Иван Ефимович
Ива́н Ефи́мович Ле́вин (1916—1974) — сотрудник советских органов охраны правопорядка, начальник Управления внутренних дел Исполнительного комитета Горьковского областного Совета, генерал-лейтенант милиции.

## Биография
С октября 1933 в ОГПУ при СНК СССР. В 1953—1955 — начальник Северо-Кавказского УВД на транспорте (Ростов-на-Дону). С 29 января 1957 по 8 декабря 1969 начальник Управления внутренних дел — охраны общественного порядка — внутренних дел Исполнительного комитета Молотовского — Пермского областного Совета. С декабря 1969 по март 1974 начальник Управления внутренних дел Исполнительного комитета Горьковского областного Совета.
По предложению руководства МВД СССР в Горьковском УВД, руководимом Левиным, был проведён эксперимент по изменению организационной структуры, формы и методов работы органов внутренних дел с целью повышения эффективности их работы.
Умер в 1974 году. Похоронен на 37-м участке Ваганьковского кладбища в Москве.

### Звания
- Комиссар милиции 3-го ранга (1956).
- Комиссар милиции 2-го ранга (1967).
- Генерал-лейтенант милиции (1973).

### Награды
- орден Красного Знамени;
- орден Красной Звезды;
- орден «Знак Почёта».